# Otto Deiters

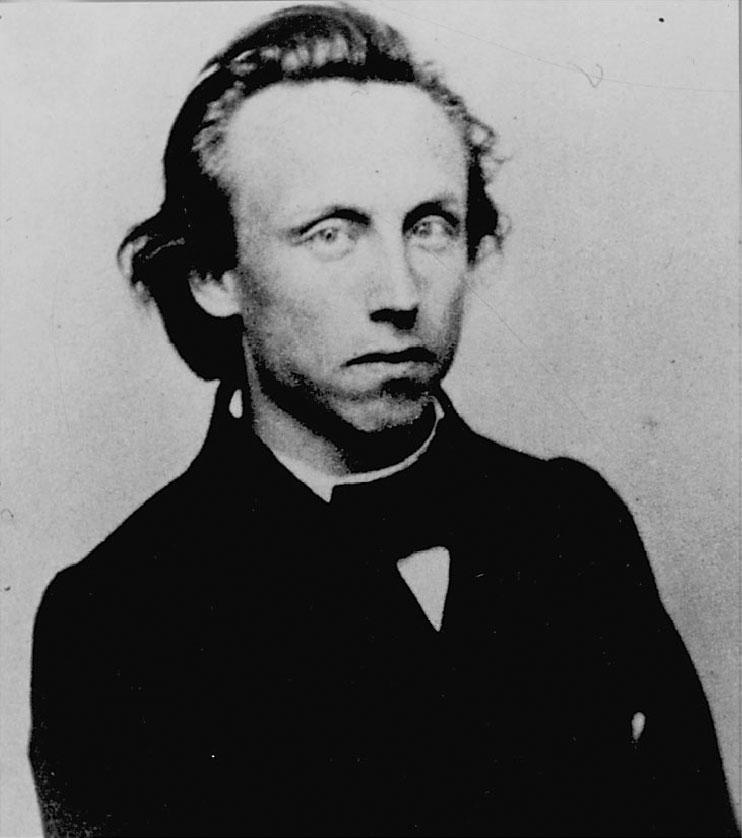
Otto Deiters

Otto Friedrich Karl Deiters (* 15. November 1834 in Bonn; † 5. Dezember 1863 in Bonn) war ein deutscher Anatom.

## Leben und Wirken
Otto Deiters war Sohn des Jura-Professors Peter Franz Ignaz Deiters (1804–1861) und Bruder des späteren Musikwissenschaftlers Hermann Deiters. Er studierte Medizin an der Universität Bonn, wo er 1856 promoviert wurde. Dissertation: De incremento musculorum observationes anatomico-physiologicae. Bereits während seines Militärdienstes arbeitete er ab 1857 im Pathologischen Institut unter Rudolf Virchow. 1858 habilitierte er sich in Bonn für Anatomie. Gleichzeitig arbeitete er als Internist in eigener Praxis, da die Familie nach dem Tode des Vaters in finanzielle Schwierigkeiten geriet. Unter dieser Doppelbelastung litt seine Gesundheit. Otto Deiters verstarb im Alter von nur 29 Jahren an Typhus.
Deiters erlangte Bekanntheit für seine Beschreibung der Nervenzelle und die Identifikation des Axons, die er als Axis Zylinder bezeichnete, und ihrer Dendriten 1860. Sein Name ist mit dem Nucleus vestibularis lateralis verbunden, der auch als „Deiters-Kern“ bezeichnet wird. Ebenso sind die Stützzellen zwischen den äußeren Haarzellen des Corti-Organs in der Hörschnecke nach ihm benannt.
Zeichnungen von Deiters

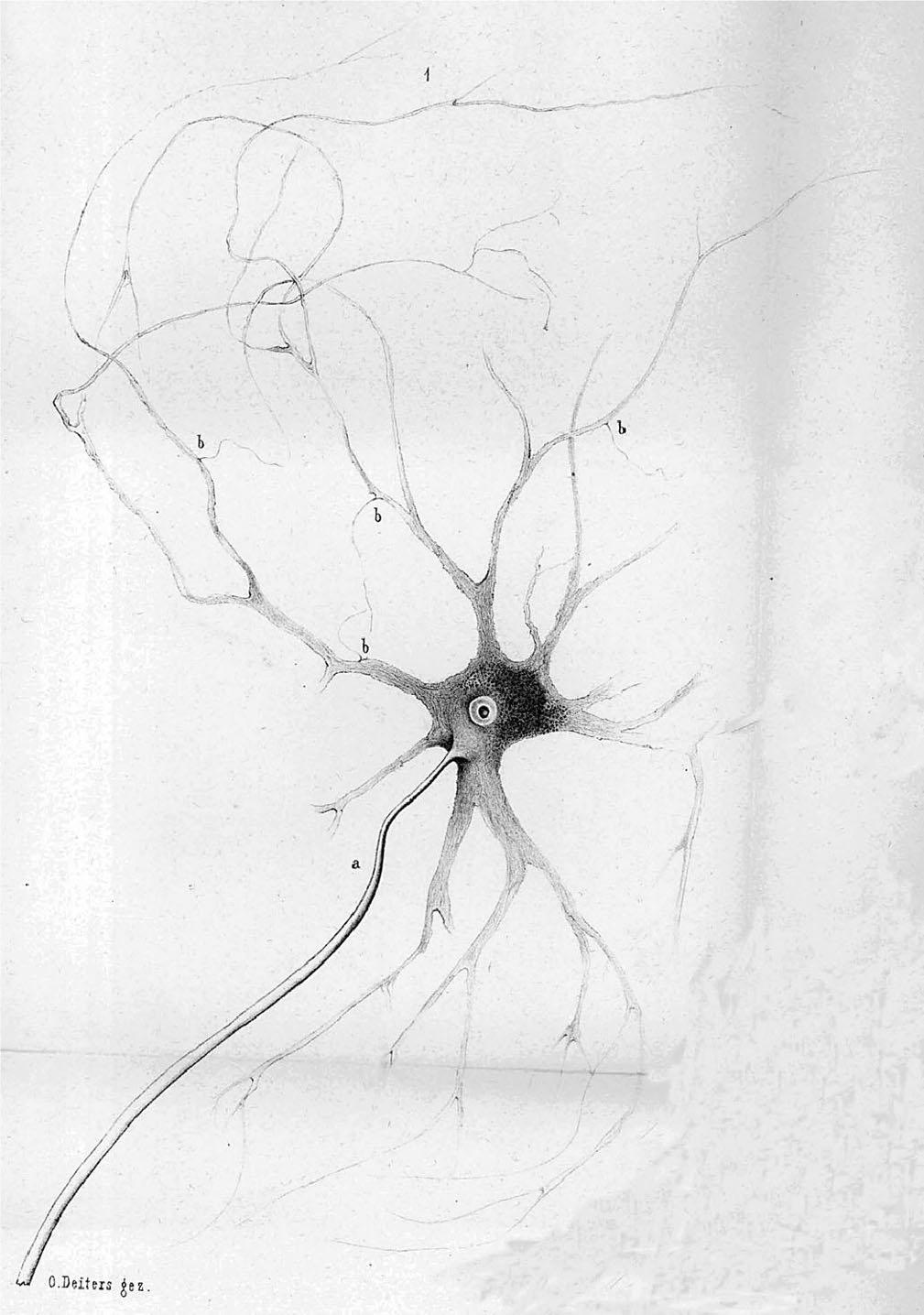
Nervenzelle
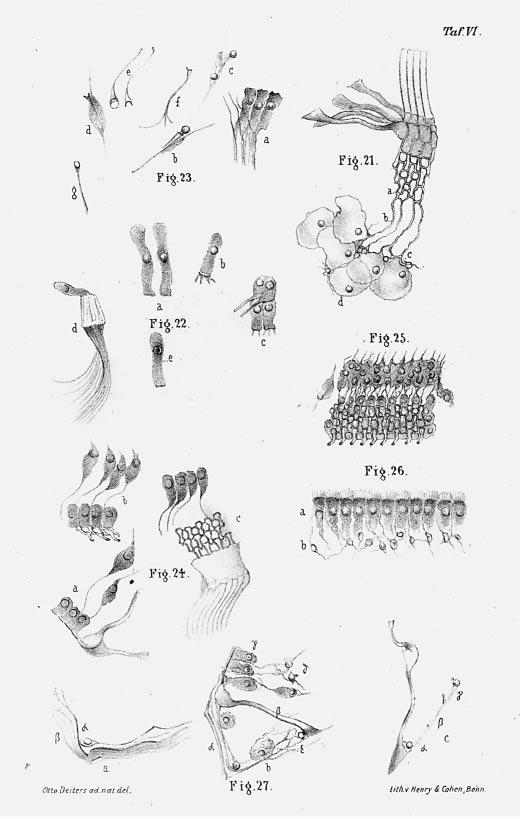
Haarzellen

## Schriften
- Merkwürdige Scharlachfälle, 1859.
- Ueber den heutigen Stand der Lehre von der Zelle. In: Deutsche Klinik. 11, 1859, S. 175–179.
- Untersuchungen über die Lamina spiralis membranacea. Bonn 1860. (Virtual Laboratory MPIWG)
- Untersuchungen über die Schnecke der Vögel. In: Arch Anat Physiol wissensch Med. 1860, S. 409–460.
- Erklärung, die Lamina spiralis membranacea betreffend. In: Arch path Anat. 19 (1860), S. 445–449.
- Beitrag zur Histologie der quergestreiften Muskeln. In: Arch Anat Physiol wissensch Med. 1861, S. 393–424.
- Ueber einen Fall von Leuchämie. In: Deutsche Klinik. 13 (1861), S. 142.
- Ueber das innere Gehörorgan der Amphibien. In: Arch Anat Physiol wissensch Med. 1862, S. 262–310.
- mit Max Schultze (Hrsg.): Untersuchungen über Gehirn und Rückenmark des Menschen und der Säugethiere Vieweg, Braunschweig 1865. (archive.org)